# カルボナーテ
カルボナーテ（イタリア語: Carbonate）は、イタリア共和国ロンバルディア州コモ県にある、人口約2,900人の基礎自治体（コムーネ）。

## 地理

### 位置・広がり
コモ県南西部のコムーネ。県都コモから南西へ18kmの距離にある。

#### 隣接コムーネ
隣接するコムーネは以下の通り。括弧内のVAはヴァレーゼ県所属を示す。
- アッピアーノ・ジェンティーレ
- ゴルラ・マッジョーレ (VA)
- ロカーテ・ヴァレジーノ
- ルラーゴ・マリノーネ
- モッツァーテ
- トラダーテ (VA)

### 地震分類
イタリアの地震リスク階級 (it) では、4 に分類される
。

## 行政

### 分離集落
カルボナーテには、以下の分離集落（フラツィオーネ）がある。
- Cascina Abbondanza, Cascina Cipollina, Cascina Moneta, La Pinetina